# Gigantopalimna benetrixae
Gigantopalimna benetrixae là một loài bọ cánh cứng trong họ Cerambycidae.